# Macea
Macea is een Roemeense gemeente in het district Arad.

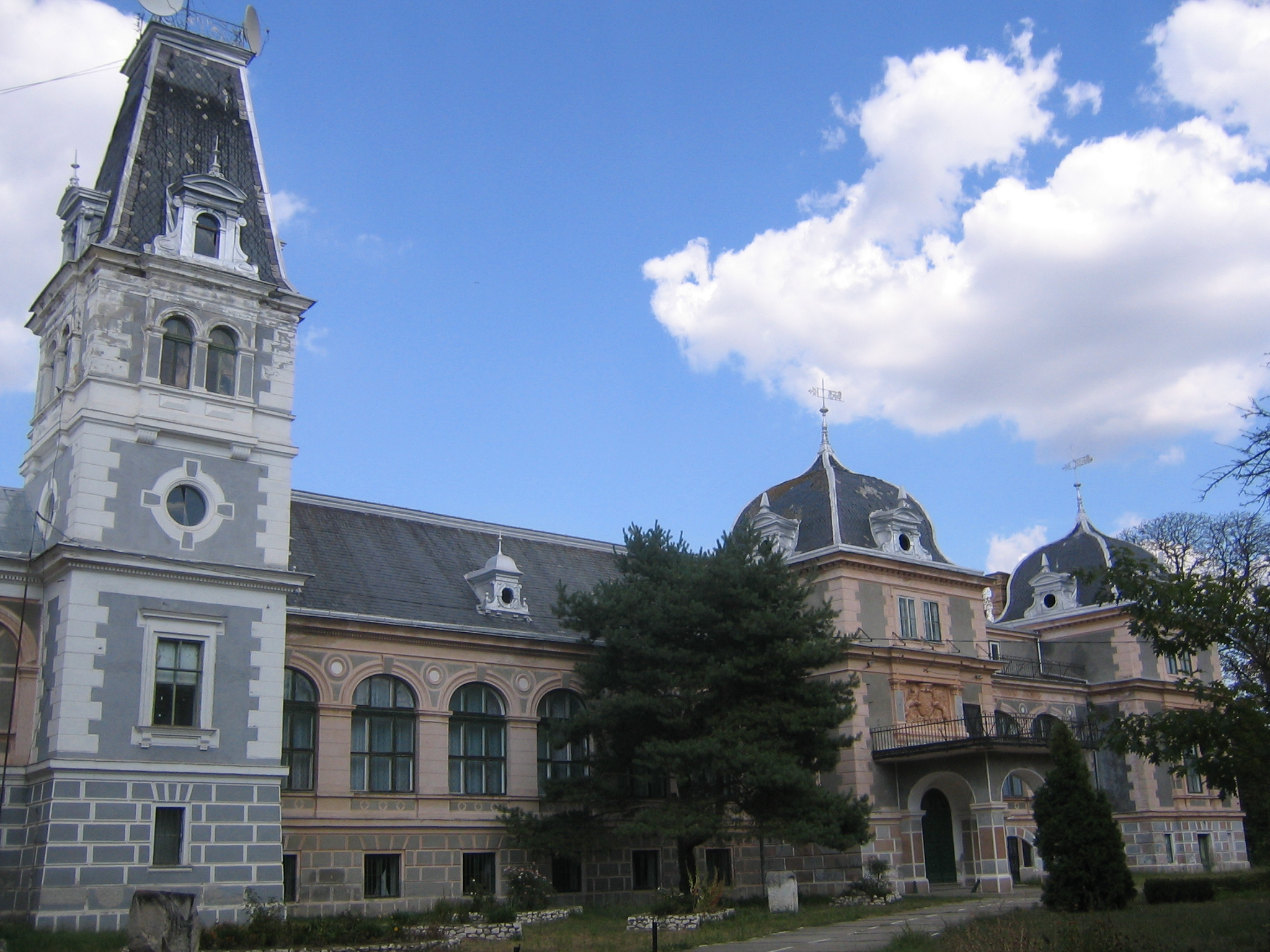
Livada

Macea telt 6593 inwoners.